# Coloradas de los Villanueva
Coloradas de los Villanueva är en ort i Mexiko.   Den ligger i kommunen Guadalupe y Calvo och delstaten Chihuahua, i den nordvästra delen av landet, 1 100 km nordväst om huvudstaden Mexico City. Coloradas de los Villanueva ligger 2 395 meter över havet och antalet invånare är 184.
Terrängen runt Coloradas de los Villanueva är huvudsakligen lite kuperad. Coloradas de los Villanueva ligger nere i en dal. Runt Coloradas de los Villanueva är det mycket glesbefolkat, med 6 invånare per kvadratkilometer. Närmaste större samhälle är Las Yerbitas Aserradero, 19,1 km nordväst om Coloradas de los Villanueva. I omgivningarna runt Coloradas de los Villanueva växer huvudsakligen savannskog.